# Arthaz-Pont-Notre-Dame
 Arthaz-Pont-Notre-Dame  es una población y comuna francesa, en la región de Auvernia-Ródano-Alpes, departamento de Alta Saboya, en el distrito de Saint-Julien-en-Genevois y cantón de Annemasse-Sud.

## Demografía
| 585 | 691 | 850 | 957 | 1139 | 1169 |
| Para los censos de 1962 a 1999 la población legal corresponde a la población sin duplicidades (Fuente: INSEE [Consultar]) |     |     |     |      |      |